# Lou (film 2017)
Lou è un cortometraggio statunitense di animazione digitale del 2017 diretto e scritto da Dave Mullins. È stato proiettato  nei cinema prima del film Cars 3.
Il corto ha ricevuto la candidatura per l'Oscar al miglior cortometraggio d'animazione nell'ambito dei Premi Oscar 2018.

## Trama
In un asilo, in una scatola di oggetti smarriti, vive una creatura di nome Lou, composta proprio da giocattoli, vestiti e altri oggetti che i bambini dimenticano quando se ne vanno e che lui recupera. Un giorno Lou vede un bambino, J.J., fare il bullo e rubare i giocattoli agli altri, perciò decide di rubarglieli a sua volta, ma J.J. se ne accorge e lo insegue, senza riuscire a prenderlo in quanto Lou cambia forma di continuo. Nella sua scatola, Lou trova un orsacchiotto con le stesse iniziali J.J. e si ricorda del bullo di quand'era più piccolo che si vide rubare l'orsetto da un bullo precedente. Lou fa così un patto con J.J.: la restituzione dell'orsacchiotto in cambio della resa di tutti i giocattoli che ha rubato. La gratitudine dei bambini cambia l'animo di J.J., che comincia a ritrovare i proprietari di tutti gli oggetti della scatola, finché ad un certo punto rimane solo il suo orsacchiotto: Lou è stato completamente disfatto, ma J.J. ha trovato finalmente degli amici.